# Coupe d'Europe de rugby à XV 2014-2015
Navigation
H-Cup 2013-2014 ERCC1 2015-2016
La vingtième Coupe d'Europe de rugby à XV 2014-2015, officiellement European Rugby Champions Cup et abrégé ERCC1, oppose vingt équipes de rugby anglaises, écossaises, françaises, galloises, irlandaises et italiennes. La compétition se déroule du 17 octobre 2014 au 2 mai 2015.
La finale se déroule au Stade de Twickenham à Londres, pour la cinquième fois de la Coupe d'Europe et voit le troisième sacre consécutif du Rugby club toulonnais face à l'ASM Clermont Auvergne.

## Présentation

### Équipes en compétition
Les vingt équipes qualifiées sont réparties comme suit : les six premiers de Premiership, les six premiers du Top 14, la meilleure franchise irlandaise, écossaise, galloise et italienne du Pro12 ainsi que les trois autres clubs les mieux classés à l'issue de la saison. La vingtième place est attribuée au vainqueur du barrage entre le septième de Top 14 et le septième de Premiership.
La liste complète des clubs participants est la suivante :
| - Saracens - Northampton Saints (Premiership, Challenge européen) - Leicester Tigers - Harlequins - Bath Rugby - Sale Sharks | - RC Toulon (Coupe d'Europe, Top 14) - Montpellier HR - ASM Clermont - Stade toulousain - Racing Métro 92 - Castres olympique | - Leinster (Pro12) - Glasgow Warriors - Ospreys - Benetton Trévise | - Munster - Ulster - Scarlets - London Wasps |

### Tirage au sort
Le tirage au sort a lieu le 10 juin 2014 à Neuchâtel. Les équipes sont placées dans quatre chapeaux par rapport à leur classement dans leur championnat domestique.
| Chapeau 1          | Chapeau 2         | Chapeau 3    | Chapeau 4        |
| ------------------ | ----------------- | ------------ | ---------------- |
| Saracens           | Leicester Tigers  | Bath Rugby   | Sale Sharks      |
| RC Toulon          | Montpellier HR    | ASM Clermont | Wasps            |
| Leinster           | Munster           | Ospreys      | Stade toulousain |
| Northampton Saints | Castres olympique | Harlequins   | Scarlets         |
| Glasgow Warriors   | Racing Métro 92   | Ulster       | Benetton Trévise |

### Format
Les formations s'affrontent dans une première phase de groupes en matches aller/retour (six matches pour chacune des équipes soit douze rencontres par groupe). Quatre points sont accordés pour une victoire et deux pour un nul. De plus, un point de bonus est accordé par match aux équipes qui inscrivent au moins quatre essais et un point de bonus est octroyé au club perdant un match par sept points d'écart ou moins. Les cinq équipes arrivées en tête de leur poule, classées de 1 à 5, et les trois meilleurs deuxièmes, classées 6, 7 et 8 sont qualifiées pour la seconde phase de la compétition. Les oppositions en quarts de finale sont définies de la manière suivante : équipe 1 contre équipe 8, 2 contre 7, 3 - 6 et 4 - 5. La suite de la compétition se fait par élimination directe à chaque tour.

## Barrage
Le barrage se déroule sous la forme de matches aller/retour. Les London Wasps gagnent les deux sur le score cumulé de 50 à 35.
| 18 mai 2014 16 h 00 | London Wasps | 30 - 29 (13 - 12) | Stade français | Adams Park, High Wycombe 5 125 spectateurs Arbitre : John Lacey |
| 18 mai 2014 16 h 00 | Essai(s) : Varndell (27e), Johnson (45e), Simpson (60e) Transformation(s) : Goode (28e, 47e, 62e) Pénalité(s) : Goode (3e, 16e, 80e) Carton(s) jaune(s) : Haskell (56e) |                   | Essai(s) : Taulafo (11e), Camara (32e), Fillol (62e), Vuidravuwalu (74e) Transformation(s) : Dupuy (11e), Fillol (63e, 75e) Pénalité(s) : Dupuy (56e) | Adams Park, High Wycombe 5 125 spectateurs Arbitre : John Lacey |
| 18 mai 2014 16 h 00 | |                   | | Adams Park, High Wycombe 5 125 spectateurs Arbitre : John Lacey |

| 24 mai 2014 14 h 45 | Stade français                   | 6 - 20 (6 - 10) | London Wasps                                                                                                | Stade Jean-Bouin, Paris 9 000 spectateurs Arbitre : Nigel Owens |
| 24 mai 2014 14 h 45 | Pénalité(s) : Plisson (15e, 28e) |                 | Essai(s) : Varndell (7e), Thompson (61e) Transformation(s) : Goode (8e, 62e) Pénalité(s) : Goode (35e, 76e) | Stade Jean-Bouin, Paris 9 000 spectateurs Arbitre : Nigel Owens |
| 24 mai 2014 14 h 45 |                                  |                 | | Stade Jean-Bouin, Paris 9 000 spectateurs Arbitre : Nigel Owens |

## Phase de poules

### Notations et règles de classement
Dans les tableaux de classement suivants, les différentes abréviations et couleurs signifient :
|  | Qualifié pour les quarts de finale. |
|  | T : Tenant du titre 2014            |

Attribution des points : victoire sur tapis vert : 5, victoire : 4, match nul : 2, forfait : -2 ; plus les bonus (offensif : au moins 4 essais marqués ; défensif : défaite par 7 points d'écart ou moins).
Règles de classement  :
- équipes dans la même poule : 1. points classement ; 2. points classement obtenus dans les matchs entre équipes concernées ; 3. points terrain obtenus dans les matchs entre équipes concernées ; 4. nombre d'essais marqués dans les matchs entre équipes concernées ; 5. différence de points ; 6. nombre d'essais marqués ; 7. plus bas nombre de joueurs suspendus/expulsés pour incident ; 8. tirage au sort
- équipes dans des poules différentes : 1. points classement ; 2. différence de points ; 3. nombre d'essais marqués ; 4. plus bas nombre de joueurs suspendus/expulsés pour incident ; 5. tirage au sort.

### Poule 1
| Rang | Équipe       | J | V | N | D | Em | Ee | Bo | Bd | Pm  | Pe  | Diff | Pts |
| ---- | ------------ | - | - | - | - | -- | -- | -- | -- | --- | --- | ---- | --- |
| 1    | ASM Clermont | 6 | 5 | 0 | 1 | 14 | 6  | 1  | 1  | 140 | 80  | +60  | 22  |
| 2    | Saracens     | 6 | 4 | 0 | 2 | 12 | 10 | 1  | 0  | 119 | 95  | +24  | 17  |
| 3    | Munster      | 6 | 3 | 0 | 3 | 15 | 11 | 1  | 2  | 144 | 114 | +30  | 15  |
| 4    | Sale Sharks  | 6 | 0 | 0 | 6 | 8  | 22 | 0  | 2  | 82  | 196 | -114 | 2   |

### Poule 2
| Rang | Équipe            | J | V | N | D | Em | Ee | Bo | Bd | Pm  | Pe  | Diff | Pts |
| ---- | ----------------- | - | - | - | - | -- | -- | -- | -- | --- | --- | ---- | --- |
| 1    | Leinster          | 6 | 4 | 1 | 1 | 13 | 9  | 1  | 1  | 148 | 101 | +47  | 20  |
| 2    | Wasps             | 6 | 3 | 1 | 2 | 18 | 12 | 2  | 2  | 155 | 105 | +50  | 18  |
| 3    | Harlequins        | 6 | 4 | 0 | 2 | 13 | 7  | 1  | 1  | 135 | 99  | +36  | 18  |
| 4    | Castres olympique | 6 | 0 | 0 | 6 | 9  | 19 | 0  | 1  | 86  | 219 | -133 | 1   |

### Poule 3
| Rang | Équipe           | J | V | N | D | Em | Ee | Bo | Bd | Pm  | Pe  | Diff | Pts |
| ---- | ---------------- | - | - | - | - | -- | -- | -- | -- | --- | --- | ---- | --- |
| 1    | RC Toulon (T)    | 6 | 5 | 0 | 1 | 19 | 8  | 1  | 1  | 181 | 89  | +92  | 22  |
| 2    | Leicester Tigers | 6 | 3 | 0 | 3 | 12 | 14 | 1  | 0  | 108 | 126 | -18  | 13  |
| 3    | Ulster           | 6 | 2 | 0 | 4 | 15 | 15 | 3  | 1  | 116 | 146 | -30  | 12  |
| 4    | Scarlets         | 6 | 2 | 0 | 4 | 8  | 16 | 0  | 0  | 90  | 134 | -44  | 8   |

### Poule 4
| Rang | Équipe           | J | V | N | D | Em | Ee | Bo | Bd | Pm  | Pe  | Diff | Pts |
| ---- | ---------------- | - | - | - | - | -- | -- | -- | -- | --- | --- | ---- | --- |
| 1    | Bath Rugby       | 6 | 4 | 0 | 2 | 13 | 13 | 2  | 1  | 146 | 108 | +38  | 19  |
| 2    | Stade toulousain | 6 | 4 | 0 | 2 | 9  | 8  | 0  | 1  | 126 | 113 | +13  | 17  |
| 3    | Glasgow Warriors | 6 | 3 | 0 | 3 | 9  | 4  | 1  | 2  | 108 | 79  | +29  | 15  |
| 4    | Montpellier HR   | 6 | 1 | 0 | 5 | 7  | 13 | 0  | 2  | 90  | 144 | -54  | 6   |

### Poule 5
| Rang | Équipe             | J | V | N | D | Em | Ee | Bo | Bd | Pm  | Pe  | Diff | Pts |
| ---- | ------------------ | - | - | - | - | -- | -- | -- | -- | --- | --- | ---- | --- |
| 1    | Racing Métro 92    | 6 | 5 | 1 | 0 | 20 | 7  | 2  | 0  | 168 | 69  | +99  | 24  |
| 2    | Northampton Saints | 6 | 4 | 0 | 2 | 25 | 8  | 3  | 0  | 178 | 82  | +96  | 19  |
| 3    | Ospreys            | 6 | 1 | 1 | 4 | 11 | 13 | 1  | 2  | 110 | 121 | -11  | 9   |
| 4    | Benetton Trévise   | 6 | 1 | 0 | 5 | 8  | 36 | 0  | 0  | 62  | 246 | -184 | 4   |

## Phase finale
Les équipes sont départagées selon les critères suivants :
1. plus grand nombre de points ;
2. différence de points ;
3. nombre d'essais marqués ;
4. nombre de cartons jaunes.

Les cinq premières et les trois meilleures deuxièmes sont qualifiées pour les quarts de finale. Les huit équipes sont classées de 1 à 8 pour obtenir le tableau des quarts de finale. Les quatre premières reçoivent. L'équipe 1 rencontre la huit, 2 contre 7, 3 - 6 et 4-5 :
| Rang | Clubs              | Matches joués | Pts | Diff | EM |
| ---- | ------------------ | ------------- | --- | ---- | -- |
| 1    | Racing Métro 92    | 6             | 24  | +99  | 20 |
| 2    | RC Toulon          | 6             | 22  | +92  | 19 |
| 3    | ASM Clermont       | 6             | 22  | +60  | 14 |
| 4    | Leinster           | 6             | 20  | +47  | 13 |
| 5    | Bath Rugby         | 6             | 19  | +38  | 15 |
| 6    | Northampton Saints | 6             | 19  | +96  | 25 |
| 7    | Wasps              | 6             | 18  | +50  | 18 |
| 8    | Saracens           | 6             | 17  | +24  | 12 |

### Tableau final
|  | Quarts de finale                                         | Quarts de finale                                           |              |    | Demi-finales                                   | Demi-finales                                   |  |  | Finale                                        | Finale                                        |
|  | Quarts de finale                                         | Quarts de finale                                           |              |    | Demi-finales                                   | Demi-finales                                   |  |  | Finale                                        | Finale                                        |
|  |                                                          |                                                            |              |    |                                                |                                                |  |  |                                               |                                               |
|  | 5 avril 2015 au Stade Mayol, Toulon                      | 5 avril 2015 au Stade Mayol, Toulon                        |              |    | le 19 avril 2015 au Stade Vélodrome, Marseille | le 19 avril 2015 au Stade Vélodrome, Marseille |  |  | le 2 mai 2015 au Stade de Twickenham, Londres | le 2 mai 2015 au Stade de Twickenham, Londres |
|  | 5 avril 2015 au Stade Mayol, Toulon                      | 5 avril 2015 au Stade Mayol, Toulon                        |              |    | le 19 avril 2015 au Stade Vélodrome, Marseille | le 19 avril 2015 au Stade Vélodrome, Marseille |  |  | le 2 mai 2015 au Stade de Twickenham, Londres | le 2 mai 2015 au Stade de Twickenham, Londres |
|  | RC Toulon                                                | 32                                                         |              |    | le 19 avril 2015 au Stade Vélodrome, Marseille | le 19 avril 2015 au Stade Vélodrome, Marseille |  |  | le 2 mai 2015 au Stade de Twickenham, Londres | le 2 mai 2015 au Stade de Twickenham, Londres |
|  | RC Toulon                                                | 32                                                         |              |    | le 19 avril 2015 au Stade Vélodrome, Marseille | le 19 avril 2015 au Stade Vélodrome, Marseille |  |  | le 2 mai 2015 au Stade de Twickenham, Londres | le 2 mai 2015 au Stade de Twickenham, Londres |
|  | Wasps                                                    | 18                                                         |              |    | le 19 avril 2015 au Stade Vélodrome, Marseille | le 19 avril 2015 au Stade Vélodrome, Marseille |  |  | le 2 mai 2015 au Stade de Twickenham, Londres | le 2 mai 2015 au Stade de Twickenham, Londres |
|  | Wasps                                                    | 18                                                         | RC Toulon    | 25 |                                                |                                                |  |  | le 2 mai 2015 au Stade de Twickenham, Londres | le 2 mai 2015 au Stade de Twickenham, Londres |
|  | 4 avril 2015 à l'Aviva Stadium, Dublin                   |                                                            | RC Toulon    | 25 |                                                |                                                |  |  | le 2 mai 2015 au Stade de Twickenham, Londres | le 2 mai 2015 au Stade de Twickenham, Londres |
|  |                                                          | Leinster                                                   | 20           |    |                                                |                                                |  |  | le 2 mai 2015 au Stade de Twickenham, Londres | le 2 mai 2015 au Stade de Twickenham, Londres |
|  | Leinster                                                 | Leinster                                                   | 20           | 18 |                                                |                                                |  |  | le 2 mai 2015 au Stade de Twickenham, Londres | le 2 mai 2015 au Stade de Twickenham, Londres |
|  | Leinster                                                 |                                                            |              | 18 |                                                |                                                |  |  | le 2 mai 2015 au Stade de Twickenham, Londres | le 2 mai 2015 au Stade de Twickenham, Londres |
|  | Bath Rugby                                               | 15                                                         |              |    |                                                |                                                |  |  | le 2 mai 2015 au Stade de Twickenham, Londres | le 2 mai 2015 au Stade de Twickenham, Londres |
|  | Bath Rugby                                               | 15                                                         | RC Toulon    | 24 |                                                |                                                |  |  |                                               |                                               |
|  | 4 avril 2015 au Stade Marcel-Michelin, Clermont-Ferrand  |                                                            | RC Toulon    | 24 |                                                |                                                |  |  |                                               |                                               |
|  |                                                          | ASM Clermont                                               | 18           |    |                                                |                                                |  |  |                                               |                                               |
|  | ASM Clermont                                             | ASM Clermont                                               | 18           | 37 |                                                |                                                |  |  |                                               |                                               |
|  | ASM Clermont                                             | le 18 avril 2015 au Stade Geoffroy-Guichard, Saint-Étienne |              | 37 |                                                |                                                |  |  |                                               |                                               |
|  | Northampton Saints                                       | 5                                                          |              |    |                                                |                                                |  |  |                                               |                                               |
|  | Northampton Saints                                       | 5                                                          | ASM Clermont | 13 |                                                |                                                |  |  |                                               |                                               |
|  | 5 avril 2015 au Stade olympique Yves-du-Manoir, Colombes |                                                            | ASM Clermont | 13 |                                                |                                                |  |  |                                               |                                               |
|  |                                                          | Saracens                                                   | 9            |    |                                                |                                                |  |  |                                               |                                               |
|  | Racing Métro 92                                          | Saracens                                                   | 9            | 11 |                                                |                                                |  |  |                                               |                                               |
|  | Racing Métro 92                                          |                                                            |              | 11 |                                                |                                                |  |  |                                               |                                               |
|  | Saracens                                                 | 12                                                         |              |    |                                                |                                                |  |  |                                               |                                               |
|  | Saracens                                                 | 12                                                         |              |    |                                                |                                                |  |  |                                               |                                               |

En phase finale, en cas d'égalité à la fin du temps réglementaire, les deux équipes disputent deux prolongations de dix minutes chacune. Si les deux équipes sont à nouveau à égalité à la fin des prolongations, elles se départagent selon le nombre d'essais inscrits au cours du match (y compris pendant les prolongations) ou, à défaut, lors d'une séance de tirs au but.

### Quarts de finale
| 4 avril 2015 15 h 15 WET | Leinster                                               | 18 – 15 (15 - 5) | Bath Rugby | Aviva Stadium, Dublin 43 958 spectateurs Arbitre : Jérôme Garcès |
| 4 avril 2015 15 h 15 WET | Pénalité(s) : 6 Madigan (14e, 25e, 28e, 35e, 39e, 53e) |                  | Essai(s) : 2Ford (21e), Hooper (47e) Transformation(s) : 1 Ford (48e) Pénalité(s) : 1 Ford (74e) Carton(s) jaune(s) : 1 Watson (26e) | Aviva Stadium, Dublin 43 958 spectateurs Arbitre : Jérôme Garcès |
| 4 avril 2015 15 h 15 WET |                                                        |                  | | Aviva Stadium, Dublin 43 958 spectateurs Arbitre : Jérôme Garcès |

| 4 avril 2015 18 h 45 CET | ASM Clermont | 37 – 5 (27 - 0) | Northampton Saints        | Stade Marcel-Michelin, Clermont-Ferrand 17 730 spectateurs Arbitre : John Lacey |
| 4 avril 2015 18 h 45 CET | Essai(s) : 4 Nakaitaci (13e, 31e), Fofana (38e), Abendanon (55e) Transformation(s) : 4 James (11e, 21e, 28e, 48e) Pénalité(s) : 3 James (4e, 28e, 47e) Carton(s) jaune(s) : 1 Bonnaire (58e) |                 | Essai(s) : 1 Waller (67e) | Stade Marcel-Michelin, Clermont-Ferrand 17 730 spectateurs Arbitre : John Lacey |
| 4 avril 2015 18 h 45 CET | |                 |                           | Stade Marcel-Michelin, Clermont-Ferrand 17 730 spectateurs Arbitre : John Lacey |

| 5 avril 2015 13 h 45 CET | Racing Métro 92                                                   | 11 - 12 (5 - 6) | Saracens                                                    | Stade olympique Yves-du-Manoir, Colombes 12 113 spectateurs Arbitre : Nigel Owens |
| 5 avril 2015 13 h 45 CET | Essai(s) : 1 Machenaud (26e) Pénalité(s) : 2 Machenaud (60e, 70e) |                 | Pénalité(s) : 4 Hodgson (5e, 40e), Goode (47e), Bosch (80e) | Stade olympique Yves-du-Manoir, Colombes 12 113 spectateurs Arbitre : Nigel Owens |
| 5 avril 2015 13 h 45 CET |                                                                   |                 |                                                             | Stade olympique Yves-du-Manoir, Colombes 12 113 spectateurs Arbitre : Nigel Owens |

| 5 avril 2015 16 h 15 CET | RC Toulon | 32 - 18 (22 - 6) | Wasps                                                                                              | Stade Mayol, Toulon 15 228 spectateurs Arbitre : George Clancy |
| 5 avril 2015 16 h 15 CET | Essai(s) : 2 Bastareaud (7e), Williams (76e) Transformation(s) : 2 Michalak (7e, 77e) Pénalité(s) : 6 Michalak (16e, 22e, 27e, 35e, 38e, 68e) |                  | Essai(s) : 2 Helu (53e, 72e) Transformation(s) : 1 Goode (54e) Pénalité(s) : 2 Lozowski (12e, 25e) | Stade Mayol, Toulon 15 228 spectateurs Arbitre : George Clancy |
| 5 avril 2015 16 h 15 CET | |                  | | Stade Mayol, Toulon 15 228 spectateurs Arbitre : George Clancy |

### Demi-finales
| 18 avril 2015 16 h 15 CET | ASM Clermont                                                                                 | 13 – 9 (3 - 6) | Saracens                                                               | Stade Geoffroy-Guichard 41 500 spectateurs Arbitre : George Clancy |
| 18 avril 2015 16 h 15 CET | Essai(s) : 1 Fofana (44e) Transformation(s) : 1 James (45e) Pénalité(s) : 2 James (26e, 73e) |                | Pénalité(s) : 2 Hodgson (36e), Farrell (66e) Drop(s) : 1 Hodgson (15e) | Stade Geoffroy-Guichard 41 500 spectateurs Arbitre : George Clancy |
| 18 avril 2015 16 h 15 CET |                                                                                              |                |                                                                        | Stade Geoffroy-Guichard 41 500 spectateurs Arbitre : George Clancy |

| 19 avril 2015 16 h 15 CET | RC Toulon | 25 – 20 a. p. (6-9) | Leinster                                                                    | Stade Vélodrome, Marseille 35 116 spectateurs Arbitre : Wayne Barnes |
| 19 avril 2015 16 h 15 CET | Essai(s) : 1 Habana (91e) Transformation(s) : 1 Halfpenny (92e) Pénalité(s) : 6 Halfpenny (6e, 30e, 56e, 68e, 84e, 90e) Carton(s) jaune(s) : 1 Williams (86e) |                     | Essai(s) : 1 O'Brien (95e) Pénalité(s) : 5 Madigan (9e, 17e, 21e, 70e, 86e) | Stade Vélodrome, Marseille 35 116 spectateurs Arbitre : Wayne Barnes |
| 19 avril 2015 16 h 15 CET | |                     |                                                                             | Stade Vélodrome, Marseille 35 116 spectateurs Arbitre : Wayne Barnes |

### Finale
| 2 mai 2015 18 h 00 CET | RC Toulon | 24 - 18 (16 - 11) | ASM Clermont                                                                                                 | Twickenham, Londres 56 622 spectateurs Arbitre : Nigel Owens |
| 2 mai 2015 18 h 00 CET | Essai(s) : 2 Bastareaud (40e), Mitchell (69e) Transformation(s) : 1 Halfpenny (40e) Pénalité(s) : 4 Halfpenny (16e, 28e, 32e, 51e) |                   | Essai(s) : 2 Fofana (24e), Abendanon (62e) Transformation(s) : 1 Lopez (62e) Pénalité(s) : 2 Lopez (7e, 12e) | Twickenham, Londres 56 622 spectateurs Arbitre : Nigel Owens |
| 2 mai 2015 18 h 00 CET | |                   | | Twickenham, Londres 56 622 spectateurs Arbitre : Nigel Owens |

Évolution du score   0-3, 0-6, 3-6, 3-11, 6-11, 9-11, 16-11, m-t., 19-11, 19-18, 24-18

## Statistiques

### Meilleurs réalisateurs
| Rang | Joueur          | Club               | Points | Essais | Transf. | Pén. | Drops |
| ---- | --------------- | ------------------ | ------ | ------ | ------- | ---- | ----- |
| 1    | Ian Madigan     | Leinster Rugby     | 113    | -      | 10      | 31   | -     |
| 2    | Leigh Halfpenny | RC Toulon          | 92     | -      | 16      | 20   | -     |
| 3    | George Ford     | Bath Rugby         | 79     | 1      | 13      | 4    | 2     |
| 4    | Camille Lopez   | ASM Clermont       | 67     | -      | 8       | 15   | 2     |
| 5    | Ian Keatley     | Munster Rugby      | 63     | -      | 9       | 13   | 2     |
| 6    | Andy Goode      | Wasps              | 60     | -      | 12      | 12   | -     |
| 7    | Dan Biggar      | Ospreys            | 50     | -      | 7       | 12   | -     |
| 8    | Stephen Myler   | Northampton Saints | 49     | -      | 14      | 7    | -     |
| 9    | Nick Evans      | Harlequins         | 48     | -      | 9       | 10   | -     |
| 9    | Owen Farrell    | Saracens           | 48     | 1      | 5       | 10   | 1     |

### Meilleurs marqueurs
| Rang | Joueur             | Club               | Essais |
| ---- | ------------------ | ------------------ | ------ |
| 1    | George North       | Northampton Saints | 7      |
| 2    | Darren Cave        | Ulster Rugby       | 5      |
| -    | Juan Imhoff        | Racing Métro 92    | 5      |
| -    | Mathieu Bastareaud | RC Toulon          | 5      |
| -    | Bryan Habana       | RC Toulon          | 5      |
| 6    | Steffon Armitage   | RC Toulon          | 4      |
| -    | Chris Ashton       | Saracens           | 4      |
| -    | Matt Banahan       | Bath Rugby         | 4      |
| -    | Samu Manoa         | Northampton Saints | 4      |
| -    | Wesley Fofana      | ASM Clermont       | 4      |
| -    | Nick Abendanon     | ASM Clermont       | 4      |